# 南希·约翰逊
南希·约翰逊（英語：Nancy Johnson，1974年1月14日—），旧姓纳波尔斯基（Napolski），美国女子射击运动员。她曾代表美国参加1996年和2000年夏季奥林匹克运动会射击比赛，其中2000年奥运会获得一枚金牌。